# Sergio Gilardino
Sergio Maria Gilardino (Asigliano Vercellese, 21 settembre 1945) è un linguista italiano.

## Biografia
Nato nel 1945 ad Asigliano Vercellese, in provincia di Vercelli, da padre piemontese e madre di Riva del Garda, ha compiuto i propri studi in terra natia passando poi all'Università Bocconi di Milano dove nel 1970 ha ottenuto un dottorato in lingue e letterature germaniche. Gilardino perfezionò quindi la propria conoscenza di altre lingue come lo slavo, il russo, lo spagnolo, il neoellenico e l'ebraico. Successivamente ha conseguito un dottorato in lingue e letterature romanze presso l'Università di Harvard. E' stato docente universitario di letteratura comparata presso l'Università di Cambridge nel Regno Unito ed all'Università McGill di Montreal in Canada, paese nel quale ha vissuto gran parte della propria esperienza di linguista e di docente. Sempre in Canada, è divenuto consulente del governo federale per le politiche culturali amerindiane ed italiane.
Tornato in Italia, si è dedicato allo studio delle minoranze linguistiche piemontesi e lombarde ed in particolare allo studio della lingua provenzale alpina e di quella dei Walser, pubblicando tra l'altro il primo dizionario italiano-walser. E' consulente del Centro Studi Piemontesi di Torino per la lingua e la letteratura sabauda.

### Vita privata
Suo fratello è stato il celebre musicista e musicologo piemontese Angelo Gilardino.

## Opere
- Melchiorre Cesarotti e il rinnovamento letterario italiano, Harvard University Press, 1977
- Per una reinterpretazione dell'Olimpia ariostesca: i contributi della filologia germanica in Il Rinascimento - aspetti e problemi attuali: atti del X Congresso dell'Associazione internazionale per gli studi di lingua e letteratura italiana (Belgrado, 17-21 aprile 1979)
- La scuola romantica: la tradizione ossianica nella poesia dell'Alfieri, del Foscolo e del Leopardi, Ravenna, 1982
- Italiani senz'Italia - l'identità degli italiani all'estero in AA. VV. Qui parle canadien? diversité, identités et politiques linguistiques, 2012
- La prosa piemontese dalle fiabe ai romanzi, in Atti del convegno internazionale sulla lingua e letteratura del Piemonte (Vercelli, 7-8 ottobre 2000)
- Overcoming longing and exile: toward a new canadian literature in A. Rizzardi, G. Dotoli, Canada et les cultures de la mondialisation, Québec, 2001
- Smaller languages, greater identities: the power of words in Québec in M. Bucchieri, The Power of Words: Literature and Society in Late Modernity, Québec, 2005
- Langue des Walsers : l'état actuel des connaissances, 2005
- Guoten tog, chindi! Manuale didattico per l'apprendimento della lingua titzschu, Magenta, Centro Studi Zeisciu, 2005
- Langue des Walsers: afin que la langue vive in Atti del 2º incontro di studi linguistici, Briga, 9-10 giugno 2006
- Geschnittene Zungen: Eingriff-und Wiederbelebungstrategien in Atti del 3º incontro di studi linguistici, Gressoney-Saint-Jean, 10 maggio 2007
- I Walser e la loro lingua dal grande nord alle Alpi. Dizionario della lingua walser di Alagna Valsesia, Magenta, Centro Studi Zeisciu, 2008
- Soluzioni narrative e stilistiche della letteratura dell'emigrazione italiana a Montréal, s.d.